# Espresso Rivera
Pour les articles homonymes, voir Riviera.
L'Espresso Rivera est un service de train estival créé en 2024 qui relie la gare de Rome-Termini à la France.

## Histoire
Filiale de Ferrovie dello Stato Italiane, FS Treni Turistici Italiani lance en 2024 l'Espresso Rivera, qui est un train de nuit estival. Il relie une fois par semaine en juillet et août Rome à Nice (en 2024), puis Rome à Marseille (à partir de 2025),. Le train est partiellement de nuit.
En 2025, le service relie la gare de Rome-Termini à la gare de Marseille-Saint-Charles avec un départ en mode train de nuit le vendredi soir pour un passage en mode classique le samedi matin pour une arrivée à Marseille en début le samedi d'après-midi en mode classique, un passage en mode nuit en Italie pour une arrivée à Rome le dimanche matin.